# فيدوي بلاغوييفيتش
فيدوي بلاغوييفيتش (مواليد 22 يونيو 1950) هو قائد سابق للواء براتوناك في جيش جمهورية صرب البوسنة الذي اتهمته وحوكم من قبل المحكمة الجنائية الدولية ليوغوسلافيا السابقة لتورطه في مذبحة سريبرينيتشا.

## الحياة المهنية
في يناير 2005 وجدت المحكمة الجنائية الدولية ليوغوسلافيا السابقة أنه مذنب بالتورط في الإبادة الجماعية وجرائم حرب أخرى وحكمت عليه بالسجن 18 عام. في 9 مايو نقضت محكمة الاستئناف في المحكمة الجنائية الدولية ليوغوسلافيا السابقة الإدانة بالإبادة الجماعية وخففت العقوبة إلى 15 عام في النرويج حيث تم إطلاق سراحه مبكرا وقامت بترحيله.
بلاغوييفيتش صربي بوسني شارك خلال حرب البوسنة والهرسك وارتقى في صفوف جيش جمهورية صرب البوسنة. شارك في تأمين منطقة سريبرينيتشا الآمنة والاستيلاء عليها في نهاية المطاف. تم القبض عليه في 10 أغسطس 2001 وسرعان ما تم دفنه في محكمة لاهاي. حوكم بلاغوييفيتش مع دراغان يوكيتش ودراجان أوبرينوفيتش.
دفع كلاهما بأنه غير مذنب. أُدين بلاغوييفيتش في النهاية بارتكاب خمس من تهمه الست بينما تمت تبرئته من تهمة الإبادة كجريمة ضد الإنسانية. في 25 يناير 2008 تم نقله إلى النرويج لقضاء فترة عقوبته في السجن. في 22 ديسمبر 2012 تم الإفراج عنه مبكرا.